# Episodi di Blue Bloods (undicesima stagione)
L'undicesima stagione della serie televisiva Blue Bloods, composta da 16 episodi, è stata trasmessa in prima visione assoluta negli Stati Uniti d'America da CBS dal 4 dicembre 2020 al 14 maggio 2021.
In Italia, la prima parte della stagione (episodi 1-9) è stata trasmessa in prima visione assoluta da Rai 2 dal 7 maggio al 5 giugno 2021; La seconda parte (episodi 10-16) è stata trasmessa in prima visione dal 27 marzo al 15 maggio 2022. In Svizzera è stata trasmessa su RSI LA1 dal 1º giugno al 15 dicembre 2021, inoltre dal decimo episodio risulta in prima visione assoluta in lingua italiana.
| n° | Titolo originale          | Titolo italiano                         | Prima TV Canada e USA | Prima TV in italiano |
| -- | ------------------------- | --------------------------------------- | --------------------- | -------------------- |
| 1  | Triumph Over Trauma       | La resa                                 | 4 dicembre 2020       | 7 maggio 2021        |
| 2  | In the Name of the Father | La verità svelata                       | 11 dicembre 2020      | 8 maggio 2021        |
| 3  | Atonement                 | Gli errori dei Reagan                   | 18 dicembre 2020      | 14 maggio 2021       |
| 4  | Redemption                | Redenzione                              | 8 gennaio 2021        | 15 maggio 2021       |
| 5  | Spilling Secrets          | Segreti svelati                         | 22 gennaio 2021       | 21 maggio 2021       |
| 6  | The New Normal            | Il nuovo corso                          | 5 febbraio 2021       | 22 maggio 2021       |
| 7  | In Too Deep               | Podcast pericoloso                      | 12 febbraio 2021      | 28 maggio 2021       |
| 8  | More Than Meets the Eye   | Quello che gli occhi non vedono         | 5 marzo 2021          | 29 maggio 2021       |
| 9  | For Whom the Bell Tolls   | Un anno difficile                       | 26 marzo 2021         | 5 giugno 2021        |
| 10 | The Common Good           | Per il bene comune                      | 2 aprile 2021         | 3 novembre 2021      |
| 11 | Guardian Angels           | Transizioni                             | 9 aprile 2021         | 10 novembre 2021     |
| 12 | Happy Endings             | Una visita inaspettata                  | 16 aprile 2021        | 17 novembre 2021     |
| 13 | Fallen Heroes             | Eroi caduti                             | 30 aprile 2021        | 24 novembre 2021     |
| 14 | The New You               | Il linguaggio dell'amore                | 7 maggio 2021         | 1º dicembre 2021     |
| 15 | The End                   | Sotto copertura (prima e seconda parte) | 14 maggio 2021        | 8 dicembre 2021      |
| 16 | Justifies the Means       | Sotto copertura (prima e seconda parte) | 14 maggio 2021        | 15 dicembre 2021     |

## La resa
- Titolo originale: Triumph Over Trauma
- Diretto da: David Barrett
- Scritto da: Siobhan Byrne O'Connor

### Trama
In un clima politico mutevole, Frank si confronta con la presidente del consiglio comunale Regina Thomas per le proteste contro la brutalità della polizia. Infatti la Thomas attacca la polizia in una trasmissione radiofonica sui recenti atti di razzismo che i poliziotti hanno tenuto in tutto il Paese. Durante la trasmissione un ascoltatore denuncia un pestaggio da parte di agenti del NYPD ai danni di un gruppo di neri. Il fatto si rivela un falso. A causa di tutte queste pressioni Frank fa preparare un comunicato di dimissioni da Garrett. Proprio quest'ultimo riesce a fargli cambiare idea. Frank accetta l'invito dell'emittente radiofonica a un confronto tra lui, la Thomas e i newyorkesi. Danny, Baez, Erin e Anthony sono sulla scena di un delitto dove trovano il cadavere di Madeline Gleeson. Erin e Danny, come al solito, hanno un duro scontro. Danny e Baez iniziano le indagini e hanno subito un sospettato. Si recano nella casa di quest'ultimo dove la madre Susan Roberts dichiara che il figlio Harold Roberts non è in casa. I due chiedono di poter dare un'occhiata alla casa e Susan acconsente rivelando che Harold passa molto tempo in seminterrato. Danny scende e inizia a rovistare trovando delle foto interessanti, mentre Baez resta di sopra vicino alla porta della scantinato. A un tratto qualcuno spinge Baez che ruzzolando per le scale si ferisce alla gamba e alla testa mentre la porta dello scantinato viene chiusa e bloccata. I due sono in trappola. Dopo ore la polizia riceve l'allarme e si iniziano le ricerche per trovare Danny e Baez. Erin e Anthony ricevono il detective Raines, ex collega e amico di Anthony che ora lavora a Long Island, che indaga su un caso simile. Infatti la detective che lo ha preceduto è scomparsa e lui pensa, dal modus operandi, che stanno cercando un serial killer. Anche Jamie e suo nipote Joe Hill lavorano insieme per localizzarli. Trovano l'auto di Danny e iniziano il porta a porta di tutto l'isolato. Jamie e Joe ricontrollando il fascicolo della vittima del caso di Danny scoprono tra le prove un biglietto con un indirizzo che si rifà proprio al luogo dove hanno trovato l'auto. I due tronano sul posto e controllando in una delle abitazioni intravedono il corpo di una donna che non risponde. Fanno irruzione e trovano Susan morta ma sentono anche Danny che chiede aiuto. Sfondano la porta dello scantinato e salvano Danny e Baez. Ora è caccia all'uomo per trovare Harold. Eddie e la sua partner sono chiamate a intervenire all'obitorio perché Anita Samson minaccia di dar fuoco all'edificio. La Samson vuole poter sapere dove si trova la salma di suo padre che pare essere smarrita durante l'inizio della pandemia di COVID-19. Dopo vari insulti e il rischio di essere arrestata, Eddie propone un accordo: se la Samson lascia l'edificio lei si occuperà del suo caso. La Samson accetta dandole però 24 ore di tempo. Jamie aiuta Eddie dandole il numero di telefono di un suo contatto, ovvero una funzionaria dell'ufficio medico-legale, e l'avvisa che suo padre l'ha contattato dal carcere per metterli al corrente della richiesta di scarcerazione per malattia. Così Eddie trova dove è stato sepolto. Riesce a portare la Samson sul posto, che di solito è inaccessibile alla visite private, e ringrazia Eddie del suo aiuto. Questo la porta a cambiare idea e decide di andare all'udienza di scarcerazione del padre.
- Guest star: Whoopi Goldberg (Regina Thomas), Will Hochman (Joseph Hill), Shenyse Leanna Harris (Anita Samson), Welker White (Susan Roberts), Joshua Wills (Harold Roberts), Michael Quinlan (Jim Beresford), Jordan Baker (Eveline), Jason Bowen (detective Raines), Fortuna Gebresellassie (Annie/ assistente di Erin), Susan Barrett (addetto alla reception), Kristina Bartlett (tecnico TARU Santini), Jeremy Burnett (agente Williams), Simoné Elizabeth Bart (assistente di Regina).
- Ascolti Italia: telespettatori 1 051 000 – share 4,50%[2]

## La verità svelata
- Titolo originale: In the Name of the Father
- Diretto da: John Behring
- Scritto da: Brian Burns

### Trama
Danny e Jamie uniscono le forze per catturare un famigerato signore della droga. Infatti nel ventinovesimo distretto dove Jamie è sergente viene ucciso il testimone chiave del processo contro John Marconi, boss del quartiere. Danny e Baez scoprono che Alan Raby, l'avvocato di Marconi, ha consegnato per denaro la lista dei testimoni che ha potuto ottenere grazie alla nuova legge ormai molto criticata. Non avendo prove Danny riesce comunque a ottenere da Erin un mandato di perquisizione per l'abitazione di Marconi che non ottiene l'esito sperato. Danny escogita una retata per arrestare quanti più tirapiedi di Marconi per mettere in crisi la sua attività criminale. L'esito della retata è oltre le aspettative poiché spinge Marconi a dover usare suo figlio Future e sua madre come corriere. Danny, con l'aiuto di Jamie e gli straordinari degli agenti, fa arrestare entrambi i parenti di Marconi costringendolo a fare degli accordi per salvare il figlio e la madre dalle accuse. Infatti confessa l'omicidio per il figlio, mentre per la madre aiuta Danny a incastrare Raby. Infatti nell'incontro tra Marconi e Raby, quest'ultimo ammette di aver consegnato la lista in cambio di contanti. Il tutto viene registrato non da Marconi bensì dal capo della sicurezza di Raby, ex poliziotto. Danny così mantiene la promessa fatta alla figlia del testimone. Erin arresta definitivamente il procuratore distrettuale Samar Chatwal. Così si apre la selezione del governatore per il nuovo procuratore distrettuale. Pare che la lotta sia tra lei e Kimberly Crawford, il procuratore provvisorio di Atlanta, capitale dello Stato della Georgia. Erin attende nervosamente la decisione del governatore che decide di affidare l'incarico alla Crawford. Erin mostra tutta la sua amarezza al fidato Anthony. Frank e suo nipote, Joe Hill, affrontano una decisione difficile mentre navigano nei loro nuovi e complicati legami familiari. Infatti Joe è protagonista di un intervento definito da Sid da "super sbirro". Mostra a Frank il video in cui Joe rincorre a piedi un furgone fermando l'autista che poco prima, in un negozio, aveva adescato, con una bambola, una bambina di nome Jenny sottraendola alla custodia della madre. Garrett vuole usare il video e Joe per migliorare l'immagine del NYPD. Frank incontra Jo che accetta la proposta nonostante venga messo in guardia che i reporter scandaglieranno la sua vita mettendo a rischio il segreto di famiglia. Anche Paula, la madre di Joe, visibilmente irritata da questa situazione incontra Frank e gli chiede di fare cambiare idea a Joe. Frank accetta ma in cambio vuole che Paula e Joe siano presenti alla cena di domenica. Joe anticipa tutti e incontra Frank nel suo ufficio rivelando al nonno di voler tornare a fare il suo lavoro piuttosto che continuare a tenere interviste e a schivare le domande personali dei reporter. Frank acconsente alla richiesta. Proprio durante la cena Frank viene avvisato dal suo staff che un reporter è riuscito a ottenere il certificato di nascita di Joe.
- Guest star: Roslyn Ruff (Kimberly Crawford), Aasif Mandvi (procuratore distrettuale Samar Chatwal), Bonnie Somerville (Paula Hill), Christopher Cassorino (John Marconi), Lucy Martin (mamma Marconi), Andrew Burdette (Future Marconi), Harry Bouvy (Alan Raby), Alan R. Rodriguez (Goggins), Stephanie Umoh (Connie Williams), Billie Rae (Lilly Williams), Isabel Ellison (madre), Emma Victoria Pearson (Jenny), Joanie Anderson (assistente di Raby), Jean Tree (donna), Alex Bartner (cassiere).
- Ascolti Italia: telespettatori 1 427 000 – share 5,80%[3]

## Gli errori dei Reagan
- Titolo originale: Atonement
- Diretto da: David Barrett
- Scritto da: Kevin Riley

### Trama
Quando il lignaggio di Joe Hill come Reagan viene rivelato, Frank si fa da parte lasciando al nipote combattere le sue battaglie. Infatti Joe inizia a sentire il peso del nome Reagan, venendo accusato persino dai colleghi del distretto. Scaturisce una lite dove gli fanno un occhio nero. Ne parla in famiglia durante una partita a carte. Di sabato Joe porta la spesa per la cena di domenica. Frank è affranto poiché Joe decide di non esserci nonostante ci siano Nikki e Jake, i due cugini che non ha ancora conosciuto. Mentre tutti aspettano Joe per la cena Frank ammette che non ci sarà. Spera anche che non si allontani dalla famiglia. Erin e Anthony ricevono un pacco con delle prove su Reina, leader mafioso di lunga data. Temono che a fare questa soffiata sia stato Donnie Hassett con lo scopo di fare fuori il rivale Reina. Nell'incontro tra loro e Hassett, quest'ultimo giura di aver badato solo ai suoi interessi. Erin e Anthony incontrano anche Reina e trovano un accordo. Erin accuserà Reina solo di riciclaggio di denaro in cambio di informazioni su chi prenderà il suo posto. Reina rivela che ai vertici della famiglia mafiosa ci sarà Jonny de Angelo. Hassett torna negli uffici della procura dove Erin e Anthony commettono l'errore di fare il nome di De Angelo. Così Hassett uccide De Angelo. Erin e Anthony sono sconvolti ma determinati a incriminare Hassett. Incontrano nuovamente Reina che, grazie alla minaccia di incriminarlo anche di associazione per delinquere, rivela il luogo dov'è nascosta la pistola con cui Hassett ha fatto l'omicidio. Anthony la fa analizzare e i referti del riscontro balistico e del test del DNA, confermano la rivelazione di Reina. Entrambi sanno che Hassett deve terminare il lavoro uccidendo anche Reina. Cosi, con la collaborazione di Reina, creano una trappola grazie alla quale Hassett viene arrestato e incriminato di omicidio di primo grado di De Angelo. L'opposizione di Danny all'autorità si scontra con l'adesione di Jamie alle regole, poiché entrambi i fratelli lavorano per risolvere un omicidio. Infatti da Danny si presenta Liz Diaz che fa vedere un video in cui suo nonno viene ucciso poiché subisce una rapina. Liz dice di aver riferito tutto a un sergente di nome Reagan. Jamie ha commesso l'errore di non credere alla ragazza per via di una frase mal interpretata. Jamie si autodenuncia agli affari interni causando la perdita da parte di Danny del caso. Pesa il conflitto d'interessi. Danny e Baez continuano a indagare scoprendo che Liz ha un fidanzato di nome Marcus affiliato ai Death Twins, gang di latinoamericani. Interrogato da Danny, Marcus racconta che bisogna superare un rito d'iniziazione per entrare nella gang. Devono rapinare qualcuno e portare la refurtiva. Danny sprona Jamie ad aiutarlo consegnandogli il fascicolo dell'indagine. Jamie scopre che la gang usa le chat dei videogiochi per comunicare. Lì scoprono il nickname usato anche dal fratello di Liz, Andy Diaz. I due si recano a casa di Liz per parlare con Andy. Liz capisce che stanno indagando su di Andy e va su tutte le furie. Jamie convince Liz a dirgli dove si trova Andy. Liz, controllando l'applicazione per condividere la posizione dell'cellulare, rivela che si trova nel palazzo. Andy è sul tetto e vuole suicidarsi. Confida a Jamie di essere lui l'autore della rapina ma non era intenzionato a uccidere il nonno. In realtà non voleva nemmeno entrare nella gang. Jamie convince Andy a desistere e a consegnarsi.
- Guest star: Roslyn Ruff (Kimberly Crawford), Mark Deklin (Donnie Hassett), Bonnie Somerville (Paula Hill), Arthur Nascarella (Reina), David Iacono (Andy Diaz), Michelle Concha (Liz Diaz), Isaiah Negron (Marcus), Andy Prosky (avvocato di Reina), Damian Tirado (agente).
- Ascolti Italia: telespettatori 1 120 000 – share 4,80%[4]

## Redenzione
- Titolo originale: Redemption
- Diretto da: Alex Chapple
- Scritto da: Ian Biederman

### Trama
Frank deve decidere se il dipartimento può accogliere la richiesta di rimanere operativa della detective Allison Mulaney, una lodata poliziotta premiata con la "Police Combact Cross", costretta su una sedia a rotelle dopo essere stata ferita in servizio. Frank è scettico sulla Mulaney e sul fatto di essere in grado di operare sul campo. Nel successivo incontro le offre la possibilità di fare carriera dietro a una scrivania. La Mulaney rifiuta perché pensa di poter essere operativa. Beckett avverte Frank di una sparatoria in cui è coinvolta la Mulaney. Quest'ultima insieme al suo collega Young hanno individuato e arrestato il criminale che l'ha costretto sulla sedia a rotelle. Frank cambia idea e chiede alla Mulaney di restare come detective operativa ma a condizione che accetti un terzo partner e scriva rapporti settimanali affinché Frank valuti continuamente il suo operato. Erin è in conflitto con il peso della sua autorità nella condanna di un uomo colpevole di omicidio stradale. Infatti deve fare condannare Richard Farmer che ha ucciso la figlia di Diana Brooks. Farmer si rende protagonista di un'azione coraggiosa. Infatti in un parco per bambini un uomo minaccia di uccidere tutti. Farmer interviene fermando l'uomo ma subendo anche una coltellata. Erin incontra Frank in chiesa per chiedere consiglio su cosa fare. Erin incontra Farmer e il suo avvocato per abbassare la pena da scontare in virtù del gesto eroico. Farmer rinuncia chiedendo la pena massima consapevole del danno arrecato. La Brooks, che stava ascoltando la conversazione, interviene capendo che Farmer è sincero e dicendo che per lei dovrebbe accettare lo sconto di pena anche se non riesce ancora a perdonarlo. Danny e Baez raccolgono la denuncia di Kerstin Lawson vittima di uno stupratore. Pare che Kerstin, dopo una festa, abbia chiamato un rider car. Tale rider risulta essere un illegale che intercetta le chiamate dei clienti. Danny risale a Dennis Strand e riesce a portarlo al distretto. Nel confronto, Kerstin non riesce a riconoscere Strand poiché quest'ultimo era sempre mascherato. Danny è costretto a rilasciarlo riuscendo a inserire un localizzatore nell'auto. Danny è intenzionato a tendergli una trappola. Infatti fa travestire Baez per fingersi cliente e arrestarlo in flagranza di reato. Ma con l'auto di Strand si presenta Leo, un suo amico. Leo rivela che spesso si scambiano l'auto. Danny fa chiamare Strand a Leo in modo da poterlo intercettare. Strand capisce che dietro c'è Danny e gli rivela che sta per aggredire un'altra ragazza. Per fortuna localizzano la chiamata e Danny interviene in tempo per arrestare Strand mentre Baez libera la ragazza. Jamie ed Eddie si alleano per aiutare un collega ufficiale quando il suo compagno viene colpito sul lavoro. Infatti Eddie e la sua partner intervengono in aiuto dei loro colleghi Ray Flores e Zach Gordon. Quest'ultimo è gravemente ferito e viene trasportato in ospedale. Flores è furioso tanto da voler uccidere l'aggressore di Gordon. L'aggressore viene trovato morto e Flores è sulla scena del crimine. Jamie deve seguire il protocollo e chiama gli affari interni. Flores non si difende tanto da ammettere di averlo ucciso e rischia di finire in prigione. Jamie e Eddie non gli credono e dalle loro indagini capiscono che Flores non era presente nel momento dell'aggressione. Era andato a comprare delle gomme e per questo vuole punirsi. Per fortuna Jamie e Eddie convincono Flores che si è trattato solo di una sfortunata situazione e di stare vicino al suo partner, che si è svegliato dal coma.
- Guest star: Keilyn Durrel Jones (agente Ray Flores), Ali Stroker (detective Allison Mulaney), Heather Alicia Simms (Diana Brooks), Michael Marc Friedman (Richard Farmer), Audrey Kennedy (Kerstin Lawson), Zach McNally (Dennis Strand), Ken Allen Neely (agente Zach Gordon), Christopher L. Graves (IAB Lieutenant), Ari Barkan (Leo), Jillian Macklin(avvocato di Farmer), Chelsea Reed Davis (giovane donna), Brandon Rush (ufficiale Denoon), Kisha Barr (giornalista #2), Ethan Hova (dottore Ibrahim), Julia Cosaluzzo (tecnico TARU).
- Ascolti Italia: telespettatori 1 383 000 – share 5,60%[5]

## Segreti svelati
- Titolo originale: Spilling Secrets
- Diretto da: John Behring
- Scritto da: Daniel Truly

### Trama
Eddie e la sua collega l'agente Rachel Witten intervengono in un negozio per un 10:13 (codice per sparatoria in corso). Un criminale ha già fatto fuoco colpendo numerosi clienti e facendo vittime. Per fortuna l'agente Witten gli spara e quest'ultimo muore. Witten è visibilmente scossa anche se continua a ripetere di star bene. In un bar, mentre Eddie la prende in giro perché è finita sulle pagine dei quotidiani, un civile si fa avanti accusandole di aver simulato l'incidente come parte di una cospirazione governativa definita "attori di crisi". Scoprono che il civile è David Bowles, un padre che ha perso la figlia Alyssa. Bowles ritiene, per via delle teorie cospirazioniste, che sua figlia sia scomparsa ma in realtà non riesce ad ammettere la sua morte. Eddie e Witten portano Bowles in obitorio dove riconosce la figlia scusandosi per non averla protetta. Frank deve chiudere gli incartamenti per la dichiarazione dei redditi sua e di suo padre Henry facendosi aiutare dalla loro commercialista Melissa Bell. Lei rivela a Frank di alcuni versamenti fatti in contanti dal padre presso una cassetta postale. Frank cerca di capire da padre Herny quale segreto si celi dietro. Dopo le varie arrabbiature, Herny rivela di un caso del suo passato dove fu costretto a fare fuoco mandando in carrozzina il presunto criminale Alex Van Helt. Infatti il suo partner dell'epoca era sicuro di aver visto una pistola che però non fu mai ritrovata. Quindi Henry è mosso dai rimpianti e continua a versare quei soldi pensando che magari la moglie o il figlio di Van Helt, ormai deceduto, né abbiano bisogno. Danny e Baez si trovano nel mezzo di una feroce rivalità tra due fratelli mentre indagano sull'omicidio del loro padre Ted Bradley. Entrambi sospettati, vengono messi l'uno contro l'altro grazie a un'idea di Danny. Infatti vuole scatenare la miccia pensando che qualcuno di loro si riveli come omicida. In realtà scoprono che Ted si messaggiava con qualcun altro tramite un app. Dietro questo sconosciuto si cela la direttrice della banca dove il buon Ted aveva ritirato centomila dollari in contanti che voleva nascondere ai figli. La donna pensava di aver convinto Ted a cederli a lei e quando ha capito le sue vere intenzioni, l'ha ucciso. Sean sostiene che il suo armadietto della scuola sia stato vandalizzato con sentimento anti-polizia tramite la scritta ACAB. Danny viene messo al corrente della storia dalla preside e vuole chiudere la questione trovando chi è stato avendo già in mente una sospetta, ovvero la professoressa Wilson ex docente di scienze sociali di Nikki. Quest'ultima ha già dimostrato il disprezzo per i poliziotti. Sean è convinto di dover pensare lui alla situazione e chiede a Danny di starne fuori. Sean ha un incontro con la professoressa Wilson che gli rivela di aver cambiato opinione dopo che nel suo quartiere è scoppiata una protesta poi sfociata in saccheggio, incendi ecc... Dopo aver terminato l'incontro Sean nota la sua amica chiacchiere con altre ragazze che sfoggiano sui loro quaderni la scritta ACAB. Sean ormai ha capito tutto. La sua amica si reca presso la sua abitazione e Sean le rimprovera di aver dato la sua combinazione dell'armadietto per farsi nuove amiche mettendo a rischio la loro amicizia. Sean deluso invita la sua amica a lasciare la sua casa.
- Guest star: Sophia Gennusa (Jennifer), Kristine Nielsen (Ms. Wilson), Brian Keane (David Bowles), Cameron Scoggins (Ted Bradley, Jr.), Brandon Williams (Gerald Bradley), Opal Alladin (Robin Waits), Leah Pressman (Alyssa Bowles), Kurt Uy (detective Kho), Matt Consalvo (agente Meyers), Lou Martini, Jr. (Murray), Ramona Floyd (Rose/dipendente di Jitney), Jhardon Dishon Milton (dipendente), Shawna Christensen (Melissa Bell), Bob Roseman (responsabile del negozio).
- Ascolti Italia: telespettatori 1 024 000 – share 4,50%[6]

## Il nuovo corso
- Titolo originale: The New Normal
- Diretto da: David Barrett
- Scritto da: Ian Biederman

### Trama
I Reagan affrontano scelte difficili sul lavoro. Frank ha a che fare con il capitano di polizia Keith Butler che sta perdendo il controllo del cinquantesimo distretto. È uno dei distretti più difficili da comandare. Il capitano inizia a delegare molti dei suoi compiti ai suoi sottoposti anche perché ha ricevuto l'offerta di comandare il dipartimento di polizia di New Castle. Frank decide di sacrificare Butler per dare un esempio ai suoi poliziotti. Infatti chiama il dipartimento di New Castle che ritira l'offerta di lavoro a Butler e gli chiede di dimettersi. Danny deve affrontare la reazione di Baez e degli affari interni per aver fatto fuggire Warren Pratt. Infatti mentre lui e Baez sono in auto notano l'agente Wendell tentare di effettuare l'arresto di Pratt. Quest'ultimo spintona l'agente, gli ruba la pistola e fugge. Danny gli intima di fermarsi e nota che Pratt regge la pistola dalla canna senza puntarla contro qualcuno. Decide di lasciarlo andare evitando una sparatoria che avrebbe ucciso Pratt. Questo gli costa caro visto che viene indagato dagli affari interni. Nel frattempo avviene un omicidio e il sospettato ha le stesse caratteristiche fisiche di Pratt. Danny spera di non aver commesso un errore. Intanto viene scagionato dagli affari interni ricevendo le congratulazioni del suo capo. Danny e Baez arrestano anche il colpevole dell'omicidio tale Ruben Ramsey. Proprio quest'ultimo si costituisce e chiede di parlare con Danny. Racconta che è scappato perché si occupa dei suoi genitori e che è pronto ad affrontare le conseguenze del suo gesto in cambio di imparzialità. Inoltre, Jamie affida a Eddie e Witten la mediatrice Claire Gilmore. Infatti il comune ha intrapreso un nuovo percorso affiancando agli agenti dei mediatori, qualificati e addestrati, per interventi a basso rischio. Intervengono presso l'abitazione di Susan Turner dove suo figlio Donald, affetto da una malattia mentale, ascolta la musica a alto volume da ore. Claire riesce a calmarlo e a fargli usare le cuffie. Purtroppo deve intervenire nuovamente quando Donald ferisce la madre con un'arma e si rifiuta di andare in ospedale. Claire tenta di calmarlo ma finisce per essere aggredita e presa in ostaggio da Donald. Eddie e Jamie riescono a salvare Claire. Jamie scrive il rapporto per il comune scettico che la sua relazione positiva possa convincere il Comune a proseguire il programma. Erin, a causa della nuova legge sulla cauzione, si vede respinta dalla giudice Enid Kramer la richiesta di custodia cautelare per il pericoloso criminale William Maloney. Il giudice si limita a emettere soltanto un ordine di restrizioni temporaneo. È accusato di aggressione di secondo grado nei confronti della sua fidanzata Christina Rizzo oltre di svariati reati. Erin tenta di incastrare Maloney in un incontro provocandolo. Usa come arma le varie relazioni avute dalla Rizzo durante il loro fidanzamento. Non ottiene l'effetto sperato. Erin non molla e decide di fare pedinare Maloney convinta che commetta un errore. Infatti il criminale vuole vendicarsi della Rizzo per questo la segue fino sotto il portone della casa pronto a farle del male. A quel punto Erin e Anthony, insieme ai federali, intervengono arrestando Maloney per possesso di arma illegale trovata nella tasca della sua giacca.
- Guest star: Kate Rockwell (Claire Gilmore), Joe Curnutte (William Maloney), Trian Long-Smith (Angela Bennett), Jim Klock (capitano Keith Butler), Daneil Bellomy (Warren Pratt), Mason Versaw (Donald Turner), Caralyn Kozlowski (Susan Turner), Josh Breckenridge (agente Wendell), Tricia Paoluccio (giudice Enid Kramer), Ann Harada (tenente IAB Sloan), Armando Acevedo (detective IAB Marcos), Magdalena Borlano (Christina Rizzo).
- Ascolti Italia: telespettatori 1 460 000 – share 6,60%[7]

## Podcast pericoloso
- Titolo originale: In Too Deep
- Diretto da: Jennifer Opresnick
- Scritto da: Daniel Truly

### Trama
Mentre porta la spazzatura fuori di casa, Danny è testimone di una sparatoria nei confronti del suo vicino Sal Marino. Infatti una Lamborghini rossa si avvicina a Marino, si abbassa il finestrino e partono dei colpi di pistola. Danny accorre per salvare Marino e poco dopo anche Scott, figlio di Marino, presta soccorso. Il caso viene assegnato al detective Judy Farrow visto che Danny oltre a non lavorare nel distretto di quartiere è in conflitto d'interessi. Infatti Danny viene ascoltato come testimone dalla detective Farrow ma i due si ritrovano in conflitto. Danny va a trovare Marino in ospedale iniziando a fare domande ma sopraggiunge Farrow e i due finiscono per litigare. Danny si scusa con la Farrow. Quest'ultima inizia a condividere la sua indagine con Danny dicendo di aver scoperto che la Lamborghini è intesta a una società di noleggio, presa in affitto da un certo Joel Ross, altro vicino di Danny. I due si recano presso l'abitazione di Ross dove trovano solo la moglie Dawn Ross. Confessa di aver avuto una relazione con Marino, chiusa da tempo. Presa dal rimorso ha confessato tutto al marito Joel Ross, che ha deciso di vendicarsi sparando a Marino. Danny e Farrow arrestano Joel grazie a Dawn che convince il marito a consegnarsi. Alison Gable, un'amica del college di Jamie, è convinta di aver risolto da sola un cold case riguardante sei omicidi di donne. Il serial Killer autore degli omicidi è conosciuto come il macellaio di Beak Street. Allison, che tiene un seguitissimo podcast su questo caso, pensa che il killer sia Boris Vache. Allison convince Jamie, che ha studiato le prove raccolte dall'amica, a farle incontrare sua sorella Erin. Erin e Anthony sono scettici su Allison, tuttavia iniziano a indagare costringendo Jamie ad aiutarli. Anthony e Jamie scoprono che Vache fu scartato come sospettato ma non ne capisco il motivo. Così si recano presso la sua abitazione trovando Vache in sedia a rotelle da ormai otto anni. Nel frattempo Jamie rientra a casa e trova Allison che parla con Eddie. Inizia a credere alle parole di Anthony. Temono che Allison abbia costruito il caso perché cotta di Jamie. Il giorno dopo, Anthony mette al corrente Jamie degli ultimi risvolti. Vache è in realtà un finto invalido e altre prove iniziano a collegarlo agli omicidi. Cercano di arrestarlo ma riesce a fuggire. Vache chiama Allison perché vuole fare un'intervista per il podcast. Allison gli dà appuntamento in un luogo pubblico. Per fortuna, Allison mette al corrente Jamie e Anthony che arrestano Vache nel luogo dell'incontro fornito da Allison. Nell'abitazione di Vache vengono rinvenuti oggetti appartenuti alle sue vittime. Frank fa fatica a fidarsi di un ex detective Douglas Mckenzie quando porta alla luce informazioni su un sospetto crimine. Infatti Mckenzie è stata licenziato ingiustamente per razzismo. Ha rilevato il banco dei pegni del padre nel Queens e il crimine che denuncia è una possibile ricettazione di gioielli rubati in concomitanza di manifestazioni. All'inizio le prove portate da Mckenzie non danno riscontro, anche perché il criminale ha fornito false generalità e con le immagini delle videocamere non si vede il volto. Le nuove prove come le impronte trovate dalla scientifica e un'immagine in cui si vede il volto del criminale portano all'arresto di Ron Witheley, proprietario di un'officina, e anche di Mckenzie sotto decisione di Frank, che raccomanda di chiuderli nella stessa cella. Si tratta di un piano affinché McKenzie possa essere riabilitato per tornare in servizio come detective sotto copertura.
- Guest star: Erin Neufer (Alison Gable), Angel Desai (detective Judy Farrow), Jamie Jackson (Boris Vache), Nico Greetham (Scott Marino), Mike Carlsen (Douglas Mckenzie), John Scherer (Sal Marino), Lorraine Farris (Dawn Ross), Don Scimé (Joel Ross), Mark Borkowski (sergente d'ufficio Wolinski), Madeline Grey Defreece (agente Grey), Kasey Marr (infermiera).
- Ascolti Italia: telespettatori 1 145 000 – share 5,20%[8]

## Quello che gli occhi non vedono
- Titolo originale: More Than Meets the Eye
- Diretto da: David Barrett
- Scritto da: Siobhan Byrne O'Connor e Yasmin Cadet

### Trama
Erin cerca di non sentirsi sopraffatta mentre il suo nuovo capo la mette in ombra al lavoro proprio mentre sta cercando di convincere un nervoso testimone oculare a rivelare l'identità di chi ha sparato al suo ragazzo. Il caso riguarda l'uccisione di Tory Washington avvenuta mentre passeggiava con la sua fidanzata Keisha Smith. L'assassino riconosciuto da Keisha è Malik Wilson, noto criminale. In un primo momento Keisha sembra voler testimoniare ma la Crowford, capo di Erin, spaventa la testimone. Il primo tentativo non va a buon fine a causa dell'opposizione della madre di Keisha. Il secondo tentativo fallisce nonostante l'incontro con la madre di Washington. Nel terzo la Crowford riesce a convincere Keisha a testimoniare raccontandole una falsa storia personale. Questo permette a Erin di avere un caso solido tant'è che l'avvocato di Malik chiede un patteggiamento. Il serial killer Harold Roberts, che in precedenza aveva tenuto in ostaggio Danny e Baez, riemerge quando i due vengono chiamati a indagare sul ritrovamento del cadavere di Sofia Vasquez. Anche il detective Reins, della contea di Nassau, arriva sulla scena del crimine. Danny suggerisce un'indagine congiunta. I tre iniziano a collaborare per ritrovare il killer. Per questo Danny chiede a Erin di unire i casi delle due contee. Alla richiesta è presente anche la Crowford che più tardi accuserà Erin di fare favori ai suoi fratelli. Dal medico legale scoprono che il killer aveva fatto sesso con la donna uccisa. Dallo sperma viene estratto il DNA che collega il killer ad altri sei delitti oltre ai quattro già accreditati. Si tratta di donne come prostitute o donne scappate dalle loro case. Dalle analisi dei cellulari delle vittime si scopre che si finge un talent scout di modelle. Tentano di incastrarlo con una trappola: creano un falso profilo per adescarlo. All'appuntamento Harold non si presenta inviando un ragazzo che consegna pizze al furgone della polizia prendendosi gioco di Danny e gli altri. Baez si reca all'indirizzo derivato dall'analisi delle cellule telefoniche a cui si sono agganciati i cellulari delle vittime. Scopre l'auto usata nei delitti e una striscia di sangue che porta a una casa. Fatta irruzione nell'abitazione viene presa alle spalle dal killer che tenta di soffocarla con un sacchetto sulla testa. Baez riesce a liberarsi e nel frattempo giunge Danny e riescono ad arrestarlo nonostante Harold inciti Baez a sparargli. Quest'ultima è scossa ma Danny riesce a rincuorarla. Jamie e Eddie intervengono durante una rapina in un negozio di borse e arrestano uno dei saccheggiatori. Una giornalista invadente riprende la scena e non segue le indicazioni di Jamie che è costretto ad arrestarla. Jamie chiama sua sorella Erin quando viene a conoscenza che la giornalista è stata liberata e non verrà giudicata. La giornalista è presente anche in un'altra rapina dove stavolta sparano a Louis Trettner. Nuovamente la giornalista rifiuta di collaborare dando il materiale girato. Per questo Frank riceve il procuratore generale Robert Louis arrabbiato per via dell'arresto della giornalista e sui diritti della stampa previsti dal primo emendamento. Il procuratore ottiene di togliere il rilascio degli accrediti stampa alla polizia, ora in capo al sindaco. Jamie, grazie a un mandato di perquisizione, ottiene i filmati girati dalla giornalista e questo consente di arrestare l'omicida di Trettner. Frank scopre che la giornalista è Diane Butler, amante del procuratore, e così riesce a riottenere quello che aveva perso minacciando il procuratore Louis, che per evitare uno scandalo personale, farà riavere gli accrediti stampa all'ufficio del capo della polizia.
- Guest star: Annabella Sciorra (M.E. Faith Marconi), Kathryn Gallagher (Diane Butler), Bobbi A. Bordley (Keisha Smith), Joshua Wills (Harold Roberts), Simoné Elizabeth Bart (assistente di Lewis), Kym Gomes (signora Washington, madre di Tory), Dharon Jones (Tory Washington), Delaney Blanton (tecnico TARU), David Roberts (tenente), Gabrielle Reed (signora Smith madre di Keisha), Hechter Ubarry (proprietario del negozio di borse), Thiree T. Pinnock (Harrison), Niadu Clerk (Williams), Robert Pendilla (Lou Trattner), Harrison Bryan (ragazzo che consegna le pizze Ryan), Mounir Quazzani (Malik Wilson), Garvin James (sacheggiatore #3), Jonathan Kaine (saccheggiatore #4), Jared Morrison (tecnico TARU Walker).
- Ascolti Italia: telespettatori 1 368 000 – share 6,10%[9]

## Un anno difficile
- Titolo originale: For Whom the Bell Tolls
- Diretto da: Robert Harmon
- Scritto da: Brian Burns

### Trama
Baez esce di casa e scopre un cadavere sul suo cortile. Si tratta di Eamon, suo istruttore di palestra, con il quale si frequentava da poco. Gli affari interni iniziano a stargli addosso e il capo costringe Danny a metterla sotto torchio per prepararsi all'interrogatorio. Il tentativo fallisce vista la tensione di Baez. Il giorno dopo Danny mette al corrente Baez del fatto che Eamon avesse una fidanzata. Ma l'alibi di quest'ultima per ora regge. Baez si precipita a casa di Danny quando si ricorda che una settimana prima aveva fatto installare una telecamera all'ingresso di casa che invia una chiamata al suo telefonino quando suonano il campanello di casa. Dalla visione dei filmati s'intravede Eamon arrivare sull'uscio della porta e poi essere aggredito alle spalle da una donna. Baez si trova a casa sua e viene aggredita proprio dalla fidanzata. Le due lottano fino al sopraggiungere di Danny che permette a Baez di salvarsi. L'intervento di Danny è stato possibile grazie al collegamento della telecamera che aveva effettuato sul suo computer. Quindi si scopre che la fidanzata ha ucciso Eamon visto che il suo alibi non regge più. Erin fatica a trovare una soluzione pacifica col suo capo quando riceve una lista di note comportamentali da tenere. Anthony le dà il consiglio di scrivere un messaggio di ringraziamento e continuare a comportarsi come sempre. Erin però si reca nell'ufficio della Crowford finendo per esasperare la situazione. Infatti la Crowford era al telefono con il vice governatore che ascolta le lamentele di Erin. Le due si confrontano civilmente a pranzo senza ottenere un compromesso. Erin è sul punto di licenziarsi ma Anthony la convince a sfoderare gli artigli. Erin nel nuovo confronto con la Crowford le rivela di aver ricevuto tre ottime offerte di lavoro e di lasciarle trecentoquarantadue casi da seguire perché non è disposta a lavorare per lei ma con lei. La Crowford ritorna sui suoi passi. Jamie, a causa di tre ritardi consecutivi, punisce l'agente Luis Diaz trasferendolo dai pattugliamenti in auto a quelli a piedi. La causa dei ritardi è la salute cagionevole della moglie incinta. Eddie assiste alla scena e redarguisce Jamie per essere stato troppo duro. Il giorno successivo Eddie si presenta da Jamie rivelando di aver partecipato alle elezioni sindacali per eleggere un rappresentante di riserva nonostante la sua contrarietà. Gli consegna una lettera di arbitrato presso il capitano Espinoza. All'incontro i due si scontrano per la gestione della punizione. Tuttavia Jamie risulta vincente. L'indomani decide comunque di annullare la sanzione facendo felice Eddie. Frank costringe tutta la sua squadra a frequentare la terapia, presso il dottor Dawson, dopo che il tenente Gormley mostra un comportamento preoccupante. All'inizio si pensa a problemi con la moglie Sheila o con il suo passato da alcolista. In realtà il motivo è che il suo vecchio partner, con cui ha lavorato per oltre quindici anni in polizia, è deceduto durante la pandemia di COVID-19 rendendo impossibile dargli l'ultimo saluto. Questo porterà Gormley a prendersi una pausa. Anche Frank risulta all'inizio reticente nel mettersi a nudo con il dottor Dawson. Quando ci riesce, si scopre l'enorme peso che porta addosso tra le morti della moglie, del figlio e di tutti i suoi poliziotti, più i rischi corsi da quelli ancora in vita compresi i suoi figli e il nuovo nipote. Sean riceve buone notizie quando riceve la lettera di ammissione al college.
- Guest star: Jackie Reynolds (Regina), Luis Antonio Ramos (capitano Espinoza), Jacob Dickey (agente Luis Diaz), Constantin Tripes (Eamon).
- Ascolti Italia: telespettatori 1 152 000 – share 5,70%[10]

## Per il bene comune
- Titolo originale: The Common Good
- Diretto da: David Barrett
- Scritto da: Kevin Riley

### Trama
Frank deve fare i conti con una nuova legge del Governatore Mendez che tenta di abolire garanzie pensionistiche dei poliziotti corrotti e non, che rischia anche di eliminare altre tutele dei poliziotti. Lui è favorevole alla legge e la sostiene privatamente, ma non può sostenerla pubblicamente perché va contro i suoi uomini e rischia di minare la fiducia che questi hanno nei suoi confronti. A pranzo in un ristorante dove servono insalata di polpa di granchio dell'Alaska, Frank e Garrett chiedono a Erin di fare da collegamento tra lui e il governatore di New York per quanto riguarda la riforma politica. Inizialmente Erin si dimostra riluttante nonostante Frank citi la necessità del bene comune. Poi si convince e si reca all'incontro. A colloquio con il governatore, Erin ottiene di avere la bozza della legge in nome del bene comune. Purtroppo la legge prevede di abolire le pensioni per qualsiasi infrazioni ponendo sullo stesso piano una tangente presa da un poliziotto corrotto con una infrazione data per ritardo. Inoltre, Danny e Baez vengono chiamati a risolvere l'omicidio di Andrea Davis, una nota streamer di videogiochi di alto profilo. Dall'indagini capiscono che l'obbiettivo non era uccidere lei ma la sua amica Megan Mills, anche lei streamer. Megan tenta di vendicarsi cercando di uccidere Ralph Lamont, l'assassino di Andrea, con un coltello. Quest'ultimo è uno streamer caduto in disgrazia a causa dei suoi commenti sessisti verso Andrea. Eddie e Witten si occupano di Jelena, un tata convivente, che hanno fermato per strada visto che è stata picchiata. Purtroppo decide di non sporgere denuncia poiché interviene Mike Dougherty, il suo datore di lavoro. Le due non demordono e tornano da Jelena. Qui convincono Alice Williams, la moglie del Mike, a sporgere denuncia contro il marito che viene arrestato. Jamie è volontario al programma di tutoraggio della polizia dove conosce un nuovo ragazzo Deon Williams. Mentre giocano a basket vengono presi di mira da alcuni membri dei Death Twins. Jamie convince Deon a tenere le orecchie aperte per carpire informazioni e per arrestare chi a picchiato e ridotto in fin di vita un commerciante qualche giorno prima. Alcuni giorni dopo, Jamie va a casa di Deon e comprende che è stato picchiato e che gli hanno rubato l'orologio. Jamie trova i ragazzi di qualche giorno fa e Reggie, uno di loro, oltre a restituire l'orologio, rivela che a picchiare Deon è stato il fratello Dante. Restituisce l'orologio a Deon e cerca di convincerlo a fare confessare Dante per ottenere uno sconto di pena, il ragazzo rifiuta. Jamie è costretto ad arrestare Dante. Deon chiede a Jamie se può ancora far ottenere lo sconto di pena a Dante ma Jamie gli spiega che non può più farlo.
- Guest star: Lauren Patten (agente Rachel Witten), David Zayes (governatore Mendez), Bahar Beihaghi (Yelena), Joy Jones (Alice Williams), Brandon Gilpin (Deon Williams), Georgia Warner (Megan Mills), Derek Hedlund (Mason Cook), Alex Brightman (Ralph Lamont), Wesley Volcy (Dante), Elizabeth Stanley (Karen), Christopher Sieber (Mike Dougherty), Jovan Tyler-Graham (Reggie), Anderson Jenkins (tente ESU), Damian Tirado (agente Collins), Richardson Desil (ESU #3), Caroline Blanton (Hostess).
- Ascolti Italia: telespettatori 862 000 – share 3,70%[11]

## Transizioni
- Titolo originale: Guardian Angels
- Diretto da: Ralph Hemecker
- Scritto da: Ian Biederman e Jack Ciapciak

### Trama
Frank prende in mano la situazione per salvare la carriera di Gormley quando l'ufficiale viene accusato di uso eccessivo della forza dopo che il Daily News rende pubblici i rapporti su di lui. A colloquio con il sindaco, Frank riceve l'ordine di licenziare Gormley oppure sarà licenziato a sua volta. Garrett e Gormley vanno dal sindaco per chiedergli di spronare i poliziotti con un risvolto positivo quando Gormley andrà via. Frank spulcia le denunce contro i poliziotti per trovare qualcosa da usare e chiede a Becker di indire una conferenza stampa in cui ci siano il sindaco e Gormley. Alla conferenza, Frank legge una denuncia fatta nei suoi confronti l'11 luglio 1982 per la quale viene prosciolto da ogni accusa. Così riesce a fare pressione sul sindaco e a evitare il licenziamento di Gormely. Inoltre, Danny e Baez devono occuparsi della morte di Keyla Martin, transgender trovata in un cassonetto. I due ascoltano Ashley Roberts, l'amica trans di Keyla che racconta che avevano partecipato a una festa trans presso il bar di zio Brian, ed era andata via con un uomo. Interrogano anche Oscar, il barista, che non è d'aiuto. Ashley aiuta Baez a visionare i video delle telecamere di sorveglianza. Danny trova un altro caso di trans morta che riguarda Marie Addams. Ashley dice ai due di provare con il nome di Mark, cosi salta fuori il fascicolo del caso assegnato al detective Pete Castellano. Danny ottiene il fascicolo dopo aver appreso del pessimo lavoro fatto da Castellano. Ashley si offre volontaria per incastrare l'assassino di Keyla alla prossima festa per trans. Alla festa, Ashley aggancia l'assassino che tenta di ucciderla ma l'intervento di Danny e Baez permette di arrestarlo e di salvare Ashley. Eddie, Witten e altri poliziotti si scontrano con un gruppo di ragazzi violenti. Uno di loro colpisce un poliziotto. Si chiama Tommy Simms e viene arrestato. Jamie racconta a Eddie che Tommy è stato scarcerato. Dopo che Witten e Eddie si sono salutate, quest'ultima viene colpita con un pugno da Tommy. Jamie ed Eddie mirano a risolvere la disputa, diventa personale, con Tommy a cui piace picchiare gli sbirri. Jamie e Eddie trovano Tommy e i suoi amici e lo ringraziano per le informazioni sui fratelli Cruz, degli spacciatori, che hanno arrestato. I suoi amici iniziano a prendersela con lui. Erin è alle prese con il caso di Devin Brooks, un presunto buon samaritano e membro della pattuglia di sicurezza dei protettori urbani. In un video, Devin picchia un ladro che finisce in ospedale. Christian Ward, il capo dei protettori, tenta di convincere Erin a non incriminare Devin ma è irremovibile. Il governatore Mendez fa pressione a Crawford ed Erin per archiviare il caso. Anthony racconta a Erin che Devin fa anche MMA e in un incontro quasi ammazzava il suo avversario. Erin disturba il pranzo del governatore Mendez per dirgli che accuserà Devin perché non si fermerà e se uccidesse qualcuno la colpa ricadrebbe su di lui. Crawford annuncia a Erin che il governatore ha cambiato idea e vuole che accusino Devin per aggressione con patteggiamento se seguirà un corso per trattenere la rabbia. Soluzione elegante che garantisce una via d'uscita per tutti ma non per Crawford che è arrabbiata perché Erin l'ha scavalcata.
- Guest star: Ivory Aquino (Ashley Roberts), Ed Squires (Tommy Simms), Justin Silver (Devin Brooks), Sherman Howard (Christian Ward), Peter O'Hara (detective Pete Castellano), Carolina Do (assistente sindaco), Alex Michaels (Bartender/Oscar), Theresa Tirone (agente Fucci), Ann Flanigan (agente Greer), Kevin Michael Murphy (agente Lawrence), Jared Morrison (tecnico TARU Walker), Larisa Alesia Polk (agente), Tim Rogan (Mark), Na'im Shaw (ragazzo difficile #1), Ian O'Boyle (ragazzo difficile #2), Kabir Bery (ragazzo difficile #3).
- Ascolti Italia: telespettatori 831 000 – share 4,20%[11]

## Una visita inaspettata
- Titolo originale: Happy Endings
- Diretto da: Eric Laneuville
- Scritto da: Siobhan Byrne O'Connor

### Trama
Gli affari diventano personali per Frank e la sua squadra quando Baker viene aggredita per strada. Frank e Baker discutono sul suo ritorno al lavoro e Frank le intima di non pestare i piedi ai detective che indagano. Backer informa Frank che ha intenzione di andare via. Garrett aiuta Becker nelle ricerche del criminale ma lei ha già scovato il video di una telecamera che ha invitato ai tecnici per i ottenere dei riscontri. Garrett e Frank discutono e quest'ultimo ordina a Gormley di assicurarsi che i detective non rivelino il nome del criminale a Becker e di farla venire. Frank vuole che Becker riconosca il criminale nella procedura del riscontro. Effettuata l'iter, Gormley rivela a Becker che Frank ha mobilitato la squadra per trovarlo mentre Garrett le offre di mettergli le manette su idea di Frank. Backer cambia idea e decide di restare. Eddie e Witten fermano un'auto e notano una pistola sul sedile di dietro. Così effettuano l'arresto di Andrew Miles e Charles Hayes. Sopraggiunge Jamie che assegna l'arresto all'anticrimine. Erin è il procuratore del caso e viene pregata dalla madre di Hayes di non incriminare il figlio. In tribunale Miles, che ha per avvocato Lawrence Skolnik, esce sulla parola accusando Hayes a cui viene fissata una cauzione di 150.000 dollari per colpa del suo pessimo avvocato d'ufficio. Erin chiede al suo ex marito, Jack Boyle, di rappresentare un imputato che sta perseguendo. Jack accetta in cambio di una scommessa: se vince lui si faranno un weekend romantico, se vince lei andranno alla cena domenicale di famiglia. Eddie si chiede se sia troppo testarda dopo aver minato pubblicamente la credibilità di Jamie sulle sue decisioni prese al lavoro. Così prepara una cena sontuosa per Jamie per chiedergli scusa e per essere rassicurata sui suoi dubbi. Danny e Baez indagano sul tentato omicidio di una coppia con enormi segreti. Infatti, John Romano e Charlotte Kessler sono sotto protezione perché Romano è un informatore il cui vero nome è Carpacci. Lui rivela che solo Al Locascio può volerlo morto. Danny e Baez scoprono che Lorraine Carpacci, l'ex moglie di John, ha pubblicato sui social la notizia che l'ex era in città. Interrogata, racconta di essere stata contattata da Hayes. Abete Marco scopre che la pistola è stata usata per un omicidio il giorno prima. Erin informa Jack delle scoperte fatte durante le indagini. In cambio le rivela che Hayes vuole patteggiare. Danny decide di inviare il DNA di Miles, trovato sulla pistola, a un sito di genealogia. I risultati dicono che Miles è il figlio di Vito Mangione ucciso da Romano/Carpacci anni fa. Interrogato, confessa del suo piano di vendetta. Grazie a questo Jack fa scagionare Hayes che era stato pagato da Miles per tacere. Erin e Jack trascorrono il weekend a Pennsylvania station e fanno rientro per la cena a cui partecipa anche Jack nonostante abbia vinto la scommessa. I due vengono punzecchiati dal resto della famiglia.
- Guest star: Jimi Stanton (Andrew Miles), Eric Tabach (Charles Hayes), Matthew Rauch (Lawrence Skolnik), Jim Santangeli (John Romano/Carpacci), Amy Bursor (Charlotte Kessler), Adam Bramson (Perp #4), Nancy Rodriguez (Leona Hayes), Tammy Pescatelli (Lorraine Carpacci), Kwabena Ampofo (Sullivan), Meltem Gulturk (EMT #1), R.A. Guirand (EMT #2), Mark McKinnon (agente Miller), Andrea Ilene Shapiro (Amanda White), Nati Rabinowitz (Legal Aid Attorney), Rikki Klieman (giudice Fowler), Gary Ferster (EMT #3), Dante Sully (ufficiale giudiziario), Benjamin Frankenberg (ragazzo #1), Chance Casaus (ragazzo #2), Anthony Noto (ragazzo #3), Myles Ellison (ragazzo #4), Richard Kyler (ragazzo #5).
- Ascolti Italia: telespettatori 919 000 – share 4,00%[12]

## Eroi caduti
- Titolo originale: Fallen Heroes
- Diretto da: David Barrett
- Scritto da: Peter D'Antonio e Daniel Truly

### Trama
Jamie deve addestrare Hektor Valle, una nuova recluta. Quest'ultimo si reca a comprare dei caffè ma viene aggredito da una senzatetto che Jamie conosce bene perché si tratta di Jill Carmago, un'ex marine che salvò la vita di Danny quando erano a Falluja. Jamie affronta il rimprovero ufficiale di Frank quando si rifiuta di spiegare perché contesta il rapporto di arresto di Jill da parte di Hector aggredito sul campo. Gormley indaga su ordine di Frank e conferma l'accaduto in più la recluta è il prototipo del nuovo poliziotto e ha molti estimatori. Jamie tenta di aiuta Jill che si rifiuta. Hector e Jamie discutono furiosamente e Jamie viene sospeso per ordine di Frank. Jamie riceve la visita del nonno che viene respinto. Frank rintraccia Jill che racconta il suo trauma di guerra ricevendo i ringraziamenti per il suo gesto eroico. Frank parla con Jamie che viene reintegrato e dovrà svolgere due settimane di volontariato con un paio di suoi sottoposti. Hector invece ha chiesto di essere trasferito. Jill, convinta da Frank, incontra Danny e Jamie in un centro riabilitativo. Danny, facendo leva sullo scambio di favori, convince Jill ad iscriversi al programma di riabilitazione per tossicodipendenti del centro. Inoltre, Danny e Baez si scontrano perché hanno idee diverse sul loro principale sospettato per l'omicidio di Doc Presley, una leggendaria proprietaria di un locale comico è una dei cabarettisti preferiti di Danny. Il figlio di Doc racconta che aveva litigato con Emmett Fells, un noto comico caduto in disgrazia e alcolista, perché era stato sostituito da Ricki Blanton. Quest'ultima conferma il litigio con Fells che l'ha aggredita e racconta che inveiva contro Doc. Interrogato, Fells ammette di aver ucciso Doc e di deludere tutti, anche se era talmente ubriaco da avere vuoti di memoria. Baez cambia idea perché scopre che Fells ha una figlia che non vede a causa di un ordine restrittivo ricevuto dopo aver innescato un incidente d'auto con sua figlia presente. Danny e Baez arrestano Ricki che confessa l'omicidio di Doc. Questo scagiona Fells. Eddie esita dopo che le è stato offerto un incarico sotto copertura da parte di Anthony per poi scoprire che il suo informatore è Don Voorhees, ex agente di custodia corrotto che lei e Jamie hanno arrestato. Don racconta a Eddie di aver bisogno di una referenza per un nuovo lavoro da vigilante e convince Eddie a dargli una possibilità. Dave Hobbs, l'uomo che devono incastrare, è in ritardo. Eddie aggancia Dave che scopre subito l'inganno. Don reputa Eddie in pericolo e interviene evitando il peggio. Hobbs viene arrestato da Anthony.
- Guest star: James Le Gros (Don Voorhees), Katie Kreisler (Jill Carmago), Ben Bailey (Emmett Fells), Bradley Tejeda (agente Hektor Valle), Ilana Becker (Ricki Blanton), Ben Rosenblatt (Ira Pressly), Wonza Johnson (Teddy Lavigne), Jerry Dixon (agente esecutivo Lars Hall), Jessica Jain (agente Chabra), Ebony Blake (Kim Dillard), Patrick Brennan (Dave Hobbs), Deborah Fennelly (Elaine "Doc" Pressly), Carrie Ras (Barista), Karen Choy (bartender), Robin Borden (donna senzatetto).
- Ascolti Italia: telespettatori 1 020 000 – share 4,80%[13]

## Il linguaggio dell'amore
- Titolo originale: The New You
- Diretto da: Jackeline Tejada
- Scritto da: Brian Burns

### Trama
Frank e il vice commissario per la comunicazione e la stampa Garrett Moore discutono quando quest'ultimo si rifiuta di fare una smentita su delle dichiarazioni che ha rilasciato per il New York Post. Infatti, Garrett è da un anno e mezzo che ha iniziato un percorso di crescita che l'ha portato a cambiare molte sue scelte. Nonostante Frank gli ordini di fare la smentita, continua a rifiutare anche quando Frank tira in ballo ciò che Garrett gli ha insegnato ovvero che la percezione superare la realtà. Gormely e Becker tentano di convincerlo a rinsavire. Frank gli dice chiaramente che per il suo ruolo gli serve un pitbull pronto a difendere il suo capo quando gli dà l'ordine di farlo. Frank riceve da Garrett una busta chiusa che crede sia una lettera di dimissioni. In realtà contiene la smentita che ha invitato al giornale. La situazione tra i due si chiarisce. Inoltre, Danny e Baez devono risolvere il caso di Billy Rutledge, un senzatetto trovato morto da Elon Lubin mentre faceva jogging. Danny e Baez vanno all'ostello e ottengono alcune informazioni tra cui la città di provenienza ovvero St. Louise. Si scopre che Elon aveva già ritrovato altri due senzatetto morti. Elon e anche il rappresentante di una protesta dei residenti locali che non vogliono ostelli per senzatetto, sponsorizzati dalla città. Interrogato, Elon respinge tutte le accuse. Danny ottiene un mandato dalla sorella Erin per controllare il telefono di Elon. Il risultato da esito negativo e Danny chiede a Erin che estenda il mandato ma viene respinto. Riguardando il video della protesta davanti al hotel, notano Bill abbracciare Sandy Daniels. Danny capisce che lei è l'assassina, supportato dai referti medici che attestano i problemi psichici di cui soffre. Lui e Baez vanno all'hotel e Sandy racconta che Bill era un bravo uomo e che è stata la persona cattiva che è in lei ad avergli fatto del male. Mentre si trova in un bar, Anthony viene scambiato per un mafioso e gli viene chiesto da un tizio di uccidere la moglie. Così lui ed Erin tentano di incastrare l'uomo di nome Lenny. Quest'ultimo mentre parla con Anthony rivela che sua moglie lo tradisce con suo fratello Jerome ma che non vuole ucciderla per davvero. Anthony ed Erin aiutano Lenny con una piccola forzatura. Anthony, si finge uno scagnozzo che lavora per un uomo importante e amico di Lenny, mette paura a Jerome e lo invita a riflettere su quello che ha combinato. Eddie fa pressioni su Jamie per fare un quiz sul linguaggio dell'amore. Eddie usa il quiz per dirimere i conflitti tra due fidanzati portati in centrale per una lite domestica. Jamie fa infuriare Eddie che lo rimprovera. Alla fine Jamie mette in pratica tutti e cinque i consigli del quiz. Entrambi capiscono quale sia il loro linguaggio dell'amore ovvero parole di affermazione per Eddie e atti di servizio per Jamie.
- Guest star: Sean Allan Krill (Elon Lubin), Louis Mustillo (Lenny), Audrey Lynn Weston (Sandy Daniels), Mark Anthony Brooks (Raoul), Sandra Daley (Winnie), Agnes Chung (giornalista), Joe O'Connor (agente Malone), Janelle McDermoth (detective Peterson), Jared Morrison (tecnico TARU Walker), Casey Waller (donna), Kyle Lamont (Guy), Charlie Fersko (Jerome), Chris Clay (Billy Rutledge).
- Ascolti Italia: telespettatori 1 165 000 – share 6,00%[14]

## Sotto copertura (prima parte)
- Titolo originale: The End
- Diretto da: Alex Zakrzewski
- Scritto da: Siobhan Byrne O'Connor e Kevin Riley

### Trama
Un killer irrompe in un appartamento e uccide una donna e un uomo. Danny e Baez indagano sull'omicidio di Charles Wright, un ventottenne, scaricato da un'auto. Dal cellulare verificano che voleva acquistare delle armi e i due si recano sul posto e fanno irruzione. Danny scopre che lì c'è anche suo nipote Joe Hill. Così si fa colpire per permettere a lui e a un altro tizio di scappare. Erin, Anthony ed Eddie lavorano al caso della famiglia Watkins sterminata quasi del tutto poiché si salva Sarah, la figlia più piccola. L'Agente dell'ATF Felix Evans è sul luogo perché seguono un traffico di armi dalla Georgia con 
omicidi simili dello stesso assassino. Frank viene messo al corrente da Danny della situazione e del rischio occorso nell'irruzione. Frank ne era già al corrente e dice che Jamie è il suo referente sul lavoro sotto copertura per l'ATF. Joe sta lavorando sotto copertura per l'ATF per abbattere un'organizzazione di trafficanti d'armi. La ragazza rivela che Robert lavorava per un certo Max e che voleva dimettersi. Frank incontro l'agente speciale ATF Rachel Weber. Né nasce una discussione accesa per alcuni motivi tra cui quello di non sapere dove si trovi Joe. Jamie e Danny discutono della situazione e si ripromettono di tenersi aggiornati. Erin interroga l'uomo arrestato da Danny che rivela il nome di Max Fagan che doveva occuparsi di Robert Watkins. Joe è ne guai quando Kenny Cook, il suo capo pensa, sia una spia. Chiede a Joe di dargli il telefono che usa per chiamare Jamie, che si finge suo fratello. Cook gli punta una pistola alla testa. Per fortuna si salva quando risponde bene alla domanda sul modello d'auto che precedentemente aveva chiesto a Jamie nella telefonata. Inoltre gli presenta Max. Danny e Anthony si recano nel palazzo in cui abita Max. Lì i due gli fanno alcune domande e chiedono un alibi confermato dalla fidanzata Charlotte. Jamie mette al corrente Frank della chiamata avuta con Cook, capo di Joe, e pensa di averlo rassicurato. I due hanno un'idea e rovistano tra la spazzatura trovando i peli del cane di Max. Le indagini forensi danno un riscontro e questo collega Max agli omicidi. Danny convince Erin ad arrestarlo. L'agente speciale ATF Rachel Weber e Frank hanno un'altra discussione su come condurre l'operazione. Danny e Anthony fanno irruzione nel palazzo di Max, che purtroppo è scappato. Joe porta la sua auto in officina dove Jamie si finge meccanico. Qui da istruzioni a Joe. Jamie racconta a Danny quello che Joe gli ha detto ovvero vuole concludere un affare per vendere un carico di 75 armi arrivate dalla Georgia con Max. Cosi, chiede aiuto a Danny per informare Joe del rischio alto che ha nel volere proseguire con Max. Sarah chiama Anthony e gli dice che la sua scorta è sparita. Joe chiama Frank è per la prima volta gli dice: ti voglio bene nonno. Sul luogo trovano Sarah morta e due proiettili in piedi su un tavolo. Danny e Jamie seguono Joe e Max da lontano. I due vengono aggiornati da Erin su Sarah. Anthony viene messo al corrente che l'agente Evans non lavora più per l'ATF. Max lancia dall'auto in corsa il cellulare di Joe. Gormley avverte Fank ed Erin che hanno perso il contatto con Joe. Poco dopo Danny e Jamie trovano l'auto su cui viaggiavano Joe e Max in fiamme e un corpo carbonizzato all'interno.
- Guest star: Lauren Patten (agente Rachel Witten), Will Hochman (Joe Hill), Gloria Reuben (agente speciale Rachel Weber), Annabella Sciorra (M.E. Faith Marconi), Shannon Wallace (Tyce Dickson), Daniel Cosgrove (detective ATF Felix Evans), Shane Patrick Kearns (Max Fagan), Jeremy Crutchley (Kenny Cook), Sarah Anne-Martinez (Sarah Watkins), Riley Barnes (Robert Watkins), Steve Rizzo (Mr. Watkins), Eileen Weisinger (Mrs. Watkins), Oliver Palmer (Langley), James P. Rees (Sam Sullivan), Kristina Bartlett (tecnico TARU Santini), Jenny Anne Hochberg (Charlotte), Roberto Gutierrez (Buyer), Latrisha Talley (agente), Anderson Jenkins (Mechanic), Jared Morrison (tecnico TARU Walker).
- Ascolti Italia: telespettatori 720 000 – share 3,50%[15]

## Sotto copertura (seconda parte)
- Titolo originale: Justifies the Means
- Diretto da: David Barrett
- Scritto da: Ian Biederman e Kevin Wade

### Trama
I Reagan si uniscono per impedire che Joe Hill venga ucciso nell'adempimento del dovere come suo padre. Quando temono che la copertura di Joe sia saltata, all'interno del gruppo di trafficanti, credono sia morto. La famiglia aspetta il resoconto dell'analisi sul corpo carbonizzato che, per fortuna, non è Joe. Il bisnonno chiede a tutti di fare il possibile per evitare un nuovo funerale. Danny e Jamie si mettono sulle tracce di Joe e recuperano il suo cellulare. Jamie ha l'idea di controllare la carta di credito che è stata usata per fare benzina presso una stazione di servizio. Frank si scontra con l'agente speciale Rachel Weber e le rivela che Joe è suo nipote. Nel frattempo Danny e Jamie, presso la stazione, trovano un video di Joe in cui gli dice che va tutto bene. Erin e Anthony vogliono emettere un mandato per Charlotte, la fidanzata di Fegan, ma Danny li ferma. Nella camera d'hotel Joe e Tyce Dickson, l'altro uomo che era nell'auto con Max Fegan e che Joe ha salvato proprio da lui, discutono delle prossime mosse. L'ex agente Felix Evans fa irruzione per uccidere i due ma Joe gli spara alle gambe rivelando di essere un poliziotto. Nel frattempo Danny e Jamie arrivano d'hotel. Gli agenti locali li ragguagliano e forniscono un ulteriore indizio che i due decifrano e ripartono verso la destinazione. Gormley dice a Frank che dei poliziotti hanno cercato il numero di targa di Joe. La ricerca è stata fatta da un edificio sede di molte delle agenzie federali degli Stati Uniti. Anthony dice a Erin che se vuole salvare il nipote deve andare contro la legge. In auto Joe minaccia Tyce di dirgli la verità sulle armi che Cook aspetta. Mentre Tyce fa pipi Joe inizia a sparare a terra vicino ai suoi piedi. Vuole farlo parlare e così gli rivela che le armi servono ad assaltare un tribunale per liberare un detenuto durante il processo. Danny e Jamie continuano a cercare altri indizi e trovano un altro video in cui Joe indica un posto su una mappa, inoltre hanno cambiato auto rubando una Camaro. Però, prima Danny e Jamie si sbarazzano di Kenny Cook e i suoi scagnozzi che sono sulle tracce di Joe. Danny sabota le loro auto facendole ingolfare versando un liquido nel serbatoio. L'agente Weber ammette a Frank che il loro ufficio è compromesso. Frank le dice che Joe sta cercando qualcosa, inoltre ricevono una telefonata da Danny e Jamie che vengono messi al corrente di alcune informazioni da parte della Weber. Erin e Anthony s'introducono nella casa di Fegan in modo illegale, poi mettere al corrente Frank. Danny e Jamie arrivano in una nuova stazione di servizio. Qui Joe li incontra e li convince a seguirlo. Weber mette al corrente Frank che a Portsmouth c'è un tribunale che deve pronunciarsi su un criminale trafficante di droga. La Weber ha chiesto ingenti rinforzi e se Frank vuole partire con lei per recarsi in città, lui rifiuta. I quattro uomini prendono in ostaggio Wendy Munson che nasconde il carico di armi in un pick-up. Il telefono di Wendy squilla: è Cook. Fanno rispondere Wendy che avverte Cook della loro presenza. I quattro devono prepararsi a uno scontro a fuoco. All'arrivo di Cook, ne nasce una sparatoria e un bagno di sangue. Purtroppo Tyce muore e Joe ne esce ferito. Tutti si riuniscono alla cena di famiglia dove Joe riceve la medaglia di Giuda di suo padre che aveva perso. Tutti si domandano se Joe sia la pecora nera della famiglia. Frank pensa che lo siano un po' tutti.
- Guest star: Will Hochman (Joe Hill), Gloria Reuben (agente speciale Rachel Weber), Shannon Wallace (Tyce Dickson), Daniel Cosgrove (detective Felix Evans), Jeremy Crutchley (Kenny Cook), Jenny Anne Hochberg (Charlotte), Annemarie Lawless (Wendy Munson), Ian Bedford (capitano Skelly), Bryant Carroll (manager), Omar Rahim (manager #2).
- Ascolti Italia: telespettatori 979 000 – share 4,80%[16]